# Sophie-Charlotte Husson
Pour les articles homonymes, voir husson (homonymie).
Sophie-Charlotte Husson dite Socha est une actrice française née le 5 août 1971 à Reims (France).

## Biographie
Sophie-Charlotte Husson naît le 5 août 1971 à Reims. Formée à l'École nationale supérieure des arts et techniques du théâtre (ENSATT) à Paris, elle débute au théâtre dans Ruy Blas, Le Misanthrope, Ivanov, ainsi que dans des créations musicales (L'Opéra de quat'sous de Bertolt Brecht, Faust de Charles Gounod et Les Frères Jacques).
Elle alterne les rôles au théâtre (Dom Juan, Le Misanthrope), au cinéma (Molière, Vertiges de l'amour, Amour et Turbulences, Un week-end à Paris, L'Outsider) et à la télévision (Les Dames, Souviens-toi, Caïn, Alex Hugo, Monsieur Paul, Les Hommes de l'Ombre, T.A.N.K),.
Ayant écrit et produit un court-métrage, Ethel, réalisé par Jordan Beswick, elle y joue avec Pierre Cassignard et Yvon Martin.
En 2015, elle produit sous le pseudonyme de Socha, des chansons écrites et interprétées par ses soins.
Le 25 mars 2017 lors de la marche mondiale contre l'endométriose à Paris, elle annonce être la marraine de l'association MEMS (Mon endometriose ma souffrance).

## Filmographie

### Cinéma
- 1999 : Mon plus beau mariage de Guillaume Husson, court-métrage
- 2001 : Vertiges de l'amour de Laurent Chouchan
- 2002 : Comme si de rien n'était de Pierre Olivier
- 2002 : Racontez-nous Anna d'Alexis Mital
- 2003 : Fixion de Fouad Benhammou
- 2005 : Ethel de Jordan Beswick
- 2005 : Vive la vie d'Yves Fajnberg
- 2006 : Le dernier épisode de Dallas de Guillaume Husson, court-métrage
- 2007 : Molière de Laurent Tirard
- 2007 : La Jeune Fille et les Loups de Gilles Legrand
- 2009 : Le Petit Nicolas de Laurent Tirard : Mme Courteplaque
- 2010 : Le Miroir de Sébastien Rossignol, court-métrage
- 2011 : On ne choisit pas sa famille de Christian Clavier
- 2012 : La Cerise sur le gâteau de Laura Morante
- 2013 : Un week-end à Paris (Le Week-End) de Roger Michell
- 2013 : Amour et Turbulences d'Alexandre Castagnetti
- 2013 : Au bonheur des ogres de Nicolas Bary
- 2016 : L'Outsider de Christophe Barratier
- 2017 : La Dernière Demeure de Guillaume Husson
- 2019 : Une Étoile cousue main de Rebecca Wengrow, court-métrage

### Télévision
- 2000 : Vertiges, épisode Confession d'un tueur réalisé par Alexis Lecaye : Mme Gilbert
- 2000 : Julie Lescaut, épisode La Mort de Jeanne réalisé par Daniel Janneau : La mariée
- 2000 : Le Baptême du boiteux de Paule Zajdermann : Juge Landin
- 2000 : Affaires familiales, série : Me Garzaro
- 2001 & 2004 : PJ, épisodes Coupable (saison 5) et Intention de tuer (saison 8)
- 2003 : Et toc !, série
- 2003 : Sœur Thérèse.com, épisode Changement de régime réalisé par Christian Faure : Philippine Thibaud
- 2003 : Qu'elle est belle la quarantaine ! d'Alexis Lecaye : Maryse
- 2003 : Caméra Café, épisode La Cousine : Élisabeth
- 2004 : Avocats et Associés, épisodes Mort assurée et L'ombre d'un doute réalisés par Patrice Martineau : Juge Versini
- 2004 : Alice Nevers : Le juge est une femme, épisode Mort d'une fille modèle réalisé par Patrick Poubel : Mme Drangier
- 2004 : Joséphine, ange gardien, épisode Enfin des vacances !... réalisé par Henri Helman : Béatrice
- 2004 : Madame le Proviseur, épisode La loi du silence réalisé par Philippe Bérenger : Margot Bonneli
- 2004 : Concours de danse à Piriac de Marc Jolivet : Isabelle
- 2005 : Les Femmes d'abord de Peter Kassovitz : Josy
- 2005 : Fabien Cosma, épisode Syndrome d'imposture réalisé par Bruno Gantillon : Myriam Caretta
- 2005 : Je t'aime à te tuer d'Alain Wermus : Lucy
- 2006 : Louis la Brocante, épisode Louis et la médaille oubliée réalisé par Michel Favart : Cécile de Vilmoran
- 2007 : Enfin seul(s) de Bruno Herbulot : Hélène
- 2008 : Section de recherches, épisode L'Enfance de l'art réalisé par Olivier Barma : Hélène Delpech
- 2009 : La Belle Vie de Virginie Wagon : Phyllis
- 2009 : Engrenages, saison 3, épisodes 3 et 5, réalisés par Manuel Boursinhac : Hélène de Plessis
- 2010 : L'Appel du 18 Juin de Félix Olivier : Hélène de Portes
- 2011 : Hard, saison 2, épisode 1 réalisé par Cathy Verney : Cliente Roy
- 2011 : Interpol, épisode Au pied du mur réalisée par Éric Summer
- 2011-2015 : Les Dames, série créée par Alexis Lecaye : Marie-Laure Bélier
- 2012 : Profilage, épisode D'entre les morts réalisé par Julien Despaux : Sabine Keller
- 2012 : Trafics, épisode L'Affaire Sikilec réalisé par Olivier Barma : Alice
- 2012 : Main courante, épisodes Dérapages, La Goutte d'eau et Trahisons réalisés par Jean-Marc Thérin : Commandant Distinleau
- 2012 : Un homme au pair de Laurent Dussaux : Sophie
- 2013 : Interdits d'enfants de Jacques Renard : La Juge
- 2013 : Boulevard du Palais, épisode Aimez-moi réalisé par Jean-Marc Vervoort : Claire Divignat
- 2013 : Maison close, série créée par Mabrouk El Mechri, saison 2 : Joséphine
- 2013 : Détectives, épisode Contre-enquête réalisé Lorenzo Gabriele : Valentine Herrouard
- 2014-2015 : Hôtel de la plage, série créée par Fabienne Lesieur et Lorène Delannoy : Isabelle
- 2015 : Cherif, épisode À cœur ouvert réalisé par Vincent Giovanni : Inès Dutertre
- 2015 : Souviens-toi de Philippe Venault : Hélène Leroy
- 2016 : Monsieur Paul d'Olivier Schatzky : Jeanne Jourdan
- 2016 : Caïn, épisodes Tout sur Lucie et Pour vivre heureux réalisés par Bertrand Arthuys : Charline Lester
- 2016 : Alex Hugo, épisode La Dame Blanche réalisé par Olivier Langlois : Monique Clément
- 2016 : Les Hommes de l'ombre, série créée par Dan Franck, Frédéric Tellier, Charline de Lépine et Emmanuel Daucé, saison 3 : Anne-Marie Carrère
- 2016- en cours : T.A.N.K., mini-série réalisée par Samuel Bodin : Virginie Virague
- 2017 : Juste un regard, mini-série réalisée par Ludovic Colbeau-Justin : Mylène Losdat
- 2017 : Nina, série créée par Alain Robillard et Thalia Rebinsky, saison 3 : Caroline Bergman, la cheffe de service